# José Gustavo Guerrero
José Gustavo Guerrero (* 26. Juni 1876 in San Salvador; † 25. Oktober 1958 in Nizza) war ein Jurist und Diplomat aus El Salvador. Neben ranghohen diplomatischen Positionen als Vertreter seines Heimatlandes in verschiedenen Ländern sowie beim Völkerbund war er in den Jahren 1927 und 1928 Außenminister El Salvadors. Von 1937 bis 1946 wirkte er als letzter Präsident des Ständigen Internationalen Gerichtshofs und von 1946 bis 1949 als erster Präsident des neu gegründeten Internationalen Gerichtshofs.

## Leben

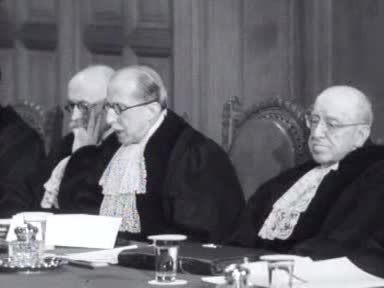
José Gustavo Guerrero (Mitte) während seiner Zeit am IGH (1948)

José Gustavo Guerrero wurde 1876 in San Salvador geboren. Nach seinem Studium in seiner Geburtsstadt sowie in Guatemala-Stadt und seiner Promotion im Jahr 1898 war er ab 1908 zunächst Chargé d'affaires (Geschäftsträger) seines Landes in Washington sowie ab 1912 Minister Plenipotentiary (bevollmächtigter Gesandter) in Rom, Madrid, Paris und dem Vatikan. 1926 folgte seine Ernennung zum Mitglied des Ständigen Schiedshofes in Den Haag. Ein Jahr später wurde er in sein Heimatland zurückberufen, wo er 1927 und 1928 als Außenminister sowie als Minister für Justiz und Volksbildung tätig war. Er leitete die Delegationen seines Heimatlandes bei mehreren Sitzungen des Völkerbundes und war 1929 und 1930 Präsident von dessen Generalversammlung.
Ab 1931 gehörte er als Richter dem Ständigen Internationalen Gerichtshof (StIGH) in Den Haag an. Von seiner Wahl bis 1936 wirkte er dabei als Vizepräsident und von 1937 bis zur Auflösung des Gerichts im April 1946 als dessen letzter Präsident. Anschließend wurde er an dessen Nachfolgeinstitution, den Internationalen Gerichtshof (IGH), gewählt und wirkte von 1946 bis 1949 als dessen erster Präsident. Er war damit der einzige Richter, der beiden Gerichten als Präsident vorstand. Außer ihm gehörte lediglich der belgische Jurist Charles De Visscher sowohl dem StIGH als auch dem IGH an. Er fungierte nach dem Ende seiner Zeit als Präsident des IGH bis 1955 als Vizepräsident und verblieb bis zu seinem Tod im Jahr 1958 als Richter am Internationalen Gerichtshof.
José Gustavo Guerrero wurde 1949 zum Ehrenmitglied der Amerikanischen Gesellschaft für internationales Recht ernannt sowie in den Jahren 1948 und 1949 für sein Wirken für den Friedensnobelpreis nominiert. Er starb 1958 in Nizza.